# قره‌یوسف‌لی
قره‌یوسف‌لی (به لاتین: Qarayusifli) یک منطقهٔ مسکونی در جمهوری آذربایجان است که در شهرستان بردع واقع شده‌است. قره‌یوسف‌لی ۱٬۱۳۸ نفر جمعیت دارد.